# Nunziante Ippolito
Nunziante (Nunciante) Ippolito (Napoli, 24 marzo 1796 – Napoli, 1851) è stato un ginecologo e anatomista italiano.

## Biografia
Nacque il 24 marzo 1796 a Napoli, città ove si laureò e cominciò la carriera ospedaliera. Operò inoltre nel prestigioso e principale ospedale del Regno delle Due Sicilie, gli Incurabili oltre che ai Pellegrini, aveva inoltre la libera docenza di anatomia descrittiva, pratica e di chirurgia. Nel 1850 divenne professore di ginecologia all'Università di Napoli, morì l'anno seguente.

## Studi e pubblicazioni
Nunziante Ippolito è noto soprattutto per essere stato il primo ad effettuare la legatura dell'arteria vertebrale, indicando come punto di repere il triangolo dell'arteria vertebrale, anche noto come triangolo di Nunziante Ippolito. Il riconoscimento del primato si deve a studiosi, tra i quali spicca Velpeau, che ebbe accesso alla pubblicazione "Sulla legatura dell'arteria vertebrale ne' casi di aneurismi e di ferite della stessa, Annali clinici dell'Ospedale degl'Incurabili, I [1835], pp. 136-153".
Nel 1842 pubblicò un trattato di anatomia e nel 1845, "Una bizzarra anomalia delle parti sessuali" su un caso di ermafroditismo femminile.